# GeoWizard
Thomas George Davies (nascido em 21 de setembro de 1990), mais conhecido como GeoWizard, é um youtuber e aventureiro britânico conhecido por sua habilidade no jogo eletrônico de geografia GeoGuessr e por seus desafios de atravessar países em linha reta.

## Carreira
Thomas George Davies nasceu em 21 de setembro de 1990 e cresceu em Aldridge, West Midlands, na Inglaterra. Teve vários empregos antes de se tornar bem-sucedido no YouTube, incluindo papéis como peixeiro, motorista de van e barman. Seu canal GeoWizard foi criado em 15 de maio de 2015.
Davies é conhecido por sua habilidade em GeoGuessr, um jogo de navegador em que o jogador deve identificar locais no Google Street View.
Ele também é conhecido por suas "missões em linha reta", nas quais ele usa um dispositivo de GPS e tenta cruzar países em linha reta. Em 2019, a primeira tentativa de Davies foi atravessar o País de Gales, mas uma mistura de mau tempo e terreno mais íngreme do que o esperado resultou em falha 9 mi (14 km) da costa. Em 2020, durante o início da pandemia de COVID-19 no Reino Unido, ele tentou cruzar o País de Gales novamente, desta vez com seu amigo de infância Greg, mas o esforço foi interrompido no meio do caminho por motivos de saúde. No final de 2020, Davies cruzou com sucesso a Noruega. No início de 2021, Davies e Greg tentaram cruzar a Escócia, mas falharam quando foram pegos pela polícia por violar as diretrizes da COVID-19. Em outubro de 2021, Davies e seu irmão Ben tentaram cruzar o País de Gales pela terceira vez. A dupla conseguiu completar a travessia, mas um mau funcionamento da bateria do GPS no terceiro dia fez com que eles saíssem temporariamente da linha, tornando-a descontínua.
Davies compõe músicas e seu álbum mais recente, 16-Bit Adventure, é usado como trilha sonora em seus vídeos.